# Phụng Tiết
Phụng Tiết (chữ Hán giản thể:奉节县, Hán Việt: Phụng Tiết huyện) là một huyện thuộc thành phố trực thuộc trung ương Trùng Khánh, Cộng hòa Nhân dân Trung Hoa. Huyện này có diện tích 4099 km2, rộng thứ hai Trùng Khánh, dân số năm 2006 là 1.02 triệu người. Mã số bưu chính: Huyện này nằm ở phía đông của Trùng Khánh, giáp Vân Dương, Vu Sơn, và giáp Lợi Xuyên (Hồ Bắc), Ân Thi. Huyện lỵ đóng ở trấn Vĩnh An, bờ bắc Trường Giang. Về mặt hành chính, huyện này được chia ra thành 16 trấn, 11 hương, 3 hương dân tộc, tổng cộng có 368 thôn, 16 ủy ban cư.